# Robert Gerngroß
Robert Gerngroß (* 20. August 1913; † unbekannt) war ein deutscher Fußballspieler. Für die BSG Waggonbau Dessau spielte er 1949 in der DS-Oberliga, der höchsten Spielklasse im DDR-Fußball. Mit der BSG Waggonbau gewann er 1949 auch den ersten Wettbewerb um den FDGB-Pokal.

## Sportliche Laufbahn
Die Betriebssportgemeinschaft (BSG) Waggonbau Dessau gewann am 28. August 1949 den ersten Wettbewerb um den sowjetzonalen FDGB-Fußballpokal. Im Endspiel, das die Dessauer mit 1:0 über Gera-Süd gewannen, wirkte der 36-jährige Robert Gerngroß auf der Position des rechten Außenläufers mit. Gerngroß gehörte zu dem Spielerkreis, der nach dem Ende des Zweiten Weltkriegs den Fußballbetrieb in Dessau wieder in Gang brachte. Mit dem BSG-Vorläufer SG Dessau-Nord bestritt er Ende der 1940er Jahre die von der Besatzungsmacht zugelassenen regionalen Meisterschaften. Als Zweiter der Landesklasse Süd in Sachsen-Anhalt verpasste er 1948 mit seiner Mannschaft die Teilnahme an der ersten ostzonalen Fußballmeisterschaft, als Landespokalfinalist konnten sich die Dessauer, inzwischen zur BSG Waggonbau umgewandelt, 1949 für den FDGB-Pokal-Wettbewerb qualifizieren.
Mit dem Pokalgewinn qualifizierten sich die Waggonbauer gleichzeitig für die neugeschaffene ostdeutsche Zonenliga (später DS-Oberliga, DDR-Oberliga), die zur Ermittlung eines ostzonalen Fußballmeisters dienen sollte. Die erste Saison lief 1949/50, in deren Verlauf die DDR gegründet wurde, und somit am Ende mit der ZSG Horch Zwickau der erste DDR-Fußballmeister gekürt wurde. Die BSG Waggonbau Dessau, zu deren Spieleraufgebot auch Robert Gerngroß gehörte, landete auf Platz drei. Er wurde jedoch nur in den ersten sieben Punktspielen eingesetzt. Danach beendete er 36-jährig seine Laufbahn als Fußballspieler im Hochleistungssport.